# Entodon transbaicalensis
Entodon transbaicalensis là một loài rêu trong họ Entodontaceae. Loài này được Bard. mô tả khoa học đầu tiên năm 1968.